# Marit Bouwmeester
Marit Bouwmeester (Wartena, 17 de junio de 1988) es una deportista neerlandesa que compite en vela en la clase Laser Radial.
Participó en cuatro Juegos Olímpicos de Verano, obteniendo cuatro medallas, oro en Río de Janeiro 2016, plata en Londres 2012, bronce en Tokio 2020 y oro en París 2024, en la clase Laser Radial.
Ganó ocho medallas en el Campeonato Mundial de Laser Radial entre los años 2010 y 2020, y ocho medallas en el Campeonato Europeo de Laser Radial entre los años 2013 y 2023.
En 2017 fue nombrada Regatista Mundial del Año por la Federación Internacional de Vela.

## Palmarés internacional
| \| Juegos Olímpicos \| Juegos Olímpicos \| Juegos Olímpicos \| Juegos Olímpicos \| \| Año \| Lugar \| Medalla \| Clase \| \| ------------------ \| ----------------------------------- \| ----------------- \| ---------------- \| \| 2012 \| Londres (Reino Unido) \| Medalla de plata \| Laser Radial \| \| 2016 \| Río de Janeiro (Brasil) \| Medalla de oro \| Laser Radial \| \| 2020 \| Tokio (Japón) \| Medalla de bronce \| Laser Radial \| \| 2024 \| París (Francia) \| Medalla de oro \| Laser Radial \| \| Campeonato Mundial \| \| \| \| \| Año \| Lugar \| Medalla \| Clase \| \| 2010 \| Largs (Reino Unido) \| Medalla de plata \| Laser Radial \| \| 2011 \| Perth (Australia) \| Medalla de oro \| Laser Radial \| \| 2014 \| Santander (España) \| Medalla de oro \| Laser Radial \| \| 2015 \| Al Musanah (Omán) \| Medalla de plata \| Laser Radial \| \| 2017 \| Medemblik (Países Bajos) \| Medalla de oro \| Laser Radial \| \| 2018 \| Aarhus (Dinamarca) \| Medalla de plata \| Laser Radial \| \| 2019 \| Sakaiminato (Japón) \| Medalla de plata \| Laser Radial \| \| 2020 \| Melbourne (Australia) \| Medalla de oro \| Laser Radial \| \| Campeonato Europeo \| \| \| \| \| Año \| Lugar \| Medalla \| Clase \| \| 2013 \| Dún Laoghaire (Irlanda) \| Medalla de plata \| Laser Radial \| \| 2016 \| Las Palmas de Gran Canaria (España) \| Medalla de oro \| Laser Radial \| \| 2017 \| Barcelona (España) \| Medalla de oro \| Laser Radial \| \| 2018 \| La Rochelle (Francia) \| Medalla de oro \| Laser Radial \| \| 2019 \| Oporto (Portugal) \| Medalla de plata \| Laser Radial \| \| 2020 \| Gdansk (Polonia) \| Medalla de oro \| Laser Radial \| \| 2022 \| Hyères (Francia) \| Medalla de bronce \| Laser Radial \| \| 2023 \| Andora (Italia) \| Medalla de oro \| Laser Radial \| |                                     |                   |              |
| Juegos Olímpicos |                                     |                   |              |
| Año | Lugar                               | Medalla           | Clase        |
| 2012 | Londres (Reino Unido)               | Medalla de plata  | Laser Radial |
| 2016 | Río de Janeiro (Brasil)             | Medalla de oro    | Laser Radial |
| 2020 | Tokio (Japón)                       | Medalla de bronce | Laser Radial |
| 2024 | París (Francia)                     | Medalla de oro    | Laser Radial |
| Campeonato Mundial |                                     |                   |              |
| Año | Lugar                               | Medalla           | Clase        |
| 2010 | Largs (Reino Unido)                 | Medalla de plata  | Laser Radial |
| 2011 | Perth (Australia)                   | Medalla de oro    | Laser Radial |
| 2014 | Santander (España)                  | Medalla de oro    | Laser Radial |
| 2015 | Al Musanah (Omán)                   | Medalla de plata  | Laser Radial |
| 2017 | Medemblik (Países Bajos)            | Medalla de oro    | Laser Radial |
| 2018 | Aarhus (Dinamarca)                  | Medalla de plata  | Laser Radial |
| 2019 | Sakaiminato (Japón)                 | Medalla de plata  | Laser Radial |
| 2020 | Melbourne (Australia)               | Medalla de oro    | Laser Radial |
| Campeonato Europeo |                                     |                   |              |
| Año | Lugar                               | Medalla           | Clase        |
| 2013 | Dún Laoghaire (Irlanda)             | Medalla de plata  | Laser Radial |
| 2016 | Las Palmas de Gran Canaria (España) | Medalla de oro    | Laser Radial |
| 2017 | Barcelona (España)                  | Medalla de oro    | Laser Radial |
| 2018 | La Rochelle (Francia)               | Medalla de oro    | Laser Radial |
| 2019 | Oporto (Portugal)                   | Medalla de plata  | Laser Radial |
| 2020 | Gdansk (Polonia)                    | Medalla de oro    | Laser Radial |
| 2022 | Hyères (Francia)                    | Medalla de bronce | Laser Radial |
| 2023 | Andora (Italia)                     | Medalla de oro    | Laser Radial |